# Oerstedella
 Oerstedella  es un género de unas 35  especies de orquídeas en su mayoría de hábitos epífitas, y algunas litófitas, de la subtribu Laeliinae de la  familia (Orchidaceae). Se encuentran en la América tropical desde (Florida, hasta el Norte de Argentina. Anteriormente incluida en el género Epidendrum del que se ha separado como los géneros Barkeria, Dimerandra, y Encyclia, con los que está muy próximos.
En Kew figura como sinónimo de Epidendrum.

## Etimología
Oerstedella tiene este nombre en honor de Anders S. Oersted un botánico danés.  

## Hábitat
Las especies de este género son de hábitos de epífitas en su mayoría aunque también hay unas pocas especies litófitas. Se encuentran en la América tropical desde (Florida, hasta el Norte de Argentina. 

## Descripción
Las especies en este género epífitas o litófitas con un tallo simple con unas brácteas delgadas que llevan callosidades púrpuras, hojas disticas, coriáceas.
Una inflorescencia terminal, corta, racemosa con varias flores llamativas con los sépalos carnosos y los pétalos libres, a menudo el labelo con 3 lóbulos está conectado con el lado ventral de la columna tiene un clinandrio bisecado, con 4 polinias piriformes céreos, con una caudicla larga y sin viscidio.

## Especies
La especie tipo es: Oerstedella centradenia [Rchb.f]Rchb.f 1852 
- Oerstedella caligaria (Rchb. f.) Hágsater 1981.
- Oerstedella centradenia [Rchb.f]Rchb.f 1852. Nicaragua, Costa Rica y Panamá
- Oerstedella centropetala
- Oerstedella endresii (Rchb. f.) Hágsater 1981.
- Oerstedella exasperata (Rchb. f.) Hágsater 1981.
- Oerstedella medinae (Dodson) Hágsater Ecuador.
- Oerstedella myriantha (Lindl.) Hágsater 1981.
- Oerstedella pseudoschumanniana(Fowlie) Hágsater 1981.
- Oerstedella pseudowallisii (Schltr.) Hágsater 1981.
- Oerstedella pumila (Rolfe) Hágsater 1981.
- Oerstedella schumanniana (Schltr.) Hágsater 1981.
- Oerstedella schweinfurthiana (Correll) Hágsater 1981.
- Oerstedella tetraceros (Rchb. f.) Hágsater 1981. Costa Rica
- Oerstedella thurstonorum Dodson CH, Hágsater E. 1988. Ecuador
- Oerstedella verrucosa (Sw.) Hágsater 1981.
- Oerstedella viridiflora Hágsater
- Oerstedella wallisii (Rchb. f.) Hágsater 1981. Colombia